# 清水高師
清水 高師（しみず たかし、Takashi Shimizu、1953年1月13日 - ）は、神奈川県横須賀市出身のヴァイオリニスト。東京藝術大学名誉教授。

## 経歴

### 高校時代まで
6歳より徳永茂、鷲見三郎に師事。1963年の10歳の時、第17回全日本学生音楽コンクール第1位。1968年、神奈川県立横須賀高等学校に進み、1970年、第39回日本音楽コンクールで第1位、レウカディア特別賞を受賞した。

### 欧米留学
1971年、高校卒業後、南カリフォルニア大学に入学、ヤッシャ・ハイフェッツに師事した。3年後、フランス政府より給費生として招待されパリに渡りミシェル・オークレールに師事。1977年、文化庁よりロンドンへ派遣されギルドホール音楽演劇学校に入学。室内楽をイフラ・ニーマンに14年間学び、卒業。ヨーロッパのコンクールに数多く出場し、1975年、ロン＝ティボー国際コンクールで第3位、1978年、カール・フレッシュ国際ヴァイオリン・コンクールで第2位、1979年、1980年、エリザベート王妃国際音楽コンクールで第3位、グラナダ弦楽コンクールで第1位を受賞した。

## 教職
1990年より東京藝術大学にて教鞭をとり、2020年度より東京藝術大学名誉教授、桐朋学園大学特任教授。また、2013年4月より東邦音楽大学でも教鞭を執っており、2024年3月現在は特任教授として現職中。

## レコーディング
- ヴィエニアフスキ、サン＝サーンス：ヴァイオリン協奏曲集（1991年1月、グレゴージュ・ノヴァーク指揮ロンドン交響楽団）
- パガニーニ：24のカプリース（1991年5月）
- ブラームス：ヴァイオリン協奏曲（1992年5月、セルジュ・ボド指揮ロンドン交響楽団）
- バッハ：無伴奏ヴァイオリンのためのソナタとパルティータ（1994年12月）
- イザイ：無伴奏ヴァイオリン・ソナタ集（1996年6月）
- プロコフィエフ：ヴァイオリン・ソナタ集（2006年12月、ピアノ：パーヴェル・ギリロフ）